# Lijst van vicepremiers van Frankrijk
De Vicevoorzitter van de Raad (Frans: Vice-Président du Conseil), was van 1870 tot 1876 de benaming van de de facto premier (regeringsleider) van Frankrijk. De Presidenten van de Raad (Président du Conseil), Adolphe Thiers en Patrice de Mac-Mahon, waren namelijk tegelijkertijd staatshoofd (Chef d'État) en delegeerden hun taken als regeringsleider voor een deel naar de vicevoorzitter van de Raad die dus in feite optrad als premier. Met de institutionalisering van de republiek in 1876 kwam aan deze praktijk een einde: het staatshoofd werd forneel president van Frankrijk en het ambt van regeringsleider kwam in handen van de Voorzitter van de Raad.
In de periode 1876 tot 1959 kenden de meeste kabinetten in Frankrijk wel een Vicevoorzitter van de Raad (vicepremier). Sindsdien kent Frankrijk geen plaatsvervangende regeringsleiders meer.

## Lijst van Vicevoorzitters van de Raad1870-1876
| Staatshoofd                      | Persoon                  | partij      | periode                          | kabinet               |
| -------------------------------- | ------------------------ | ----------- | -------------------------------- | --------------------- |
| Adolphe Thiers (1870-1873)       | Jules Dufaure            | Republikein | 19 februari 1871 - 24 mei 1873   | Dufaure (1)           |
| Patrice de Mac-Mahon (1873-1879) | Albert de Broglie        | Orléanist   | 24 mei - 24 november 1873        | De Broglie (1)        |
|                                  | Albert de Broglie        | Orléanist   | 26 november 1873 - 18 mei 1874   | De Broglie (2)        |
|                                  | Ernest Courtot de Cissey | Orléanist   | 22 mei 1874 - 10 maart 1875      | Courtot de Cissey (1) |
|                                  | Louis Joseph Buffet      | Republikein | 10 maart 1875 - 23 februari 1876 | Buffet (1)            |
|                                  | Jules Dufaure            | Republikein | 23 februari 1876 - 9 maart 1876  | Dufaure (2)           |
|                                  | Jules Dufaure            | Republikein | 9 maart - 2 december 1876        | Dufaure (3)           |